# Goght
Goght là một đô thị thuộc tỉnh Kotayk, Armenia. Dân số ước tính năm 2011 là 2156 người.